# Cyphon hilaris
Cyphon hilaris är en skalbaggsart som beskrevs av Nyholm 1944. Cyphon hilaris ingår i släktet Cyphon, och familjen mjukbaggar. Arten är reproducerande i Sverige.